# Udu-de-coroa-azul
O udu-de-coroa-azul (Momotus momota), momoto-amazónico ou udu-da-amazónia (Momotus momota) é um pássaro coraciiforme que reside e procria nas selvas tropicais do México, da América Central, da América do Sul e nas ilhas de Trindade e Tobago.
Este udu é uma grande ave tropical com parentesco ligando-a a outras famílias de aves coloridas, como os abelheiros e os rolieiros. Assim como a maioria dos demais coraciformes, os udus fazem ninhos em túneis em bancos de areia, colocando três ou quatro ovos brancos.
O udu-de-coroa-azul pode variar entre 41 e 46 cm. A subespécie M. m. momota pesa 145 gramas. A cauda é muito longa com uma ponta exposta em forma de raquete. As partes superiores da ave são verdes, tornando-se azuis na cauda inferior, e as partes de baixo são verdes ou possuem coloração ferruginosa, dependendo da subespécie.
A cabeça possui uma coroa negra, circundada por uma faixa roxa e azul. Há uma máscara negra, e a nuca do animal é castanha. O seu chamado assemelha-se ao som de uma coruja.
Estes pássaros com frequência permanecem quietos, e podem ser difíceis de se ver em seu denso habitat florestal, apesar de seu tamanho. No entanto, não temem o homem, e por vezes pousam em varais de roupas ou itens semelhantes em casas próximas às matas.
Eles se alimentam, geralmente, de insetos e lagartos, e comem frutas com freqüência.

## Subespécies
- Momotus momota argenticinctus Sharpe, 1892
- Momotus momota bahamensis (Swainson, 1838)
- Momotus momota cametensis E. Snethlage, 1912
- Momotus momota coeruliceps (Gould, 1836)
- Momotus momota conexus Thayer & Bangs, 1906
- Momotus momota exiguus Ridgway, 1912
- Momotus momota goldmani Nelson, 1900
- Momotus momota ignobilis Berlepsch, 1889
- Momotus momota lessonii Lesson, 1842
- Momotus momota marcgraviana Pinto & Camargo, 1961
- Momotus momota microstephanus P.L. Sclater, 1858
- Momotus momota momota (Linnaeus, 1766)
- Momotus momota nattereri P.L. Sclater, 1858
- Momotus momota olivaresi Hernandez & Romero-Zambrano, 1978
- Momotus momota osgoodi Cory, 1913
- Momotus momota parensis Sharpe, 1892
- Momotus momota pilcomajensis Reichenow, 1919
- Momotus momota simplex Chapman, 1923
- Momotus momota spatha Wetmore, 1946
- Momotus momota subrufescens P.L. Sclater, 1853